# FC Twente in het seizoen 2007/08 (mannen)
Het seizoen 2007/2008 was het 43e jaar in het bestaan van de Enschedese voetbalclub FC Twente. De Tukkers kwamen uit in de Nederlandse Eredivisie, namen deel aan het toernooi om de KNVB beker en speelden in de UEFA Cup.

## Samenvatting
Door haar vierde plaats in de Eredivisie 2006/07 speelt FC Twente dit seizoen voor het eerst sinds 2001 weer in de UEFA Cup. Tevens wordt meegedaan aan de KNVB beker alwaar Twente in de tweede ronde instroomt. De begroting van de club is vergroot van €15,1 miljoen in het seizoen 2006/07 naar €16,5 miljoen dit seizoen, daarmee is Twente qua begroting de zesde club van de Eredivisie.
Het seizoen 2007/2008 begon voor FC Twente op 3 juli met de eerste training. Bij die training waren ook nieuwelingen Romano Denneboom, Eljero Elia, Youssouf Hersi en Alfred Schreuder voor het eerst bij een training van Twente aanwezig. Op 4 juli werd bekend dat ook Stein Huysegems bij Twente zou gaan spelen, hij kwam voor een onbekend bedrag over van Feyenoord. Luke Wilkshire, die voor Australië meedeed aan de Azië Cup 2007 sloot later bij de selectie aan. Marko Arnautović miste ook een deel van de voorbereiding omdat hij voor Oostenrijk meedeed aan het Europees kampioenschap voetbal onder 19 - 2007 in zijn thuisland. Op 23 augustus werd bekend dat Twente de Bulgaarse doelman Nikolaj Michajlov voor één seizoen heeft gehuurd van Liverpool.
Na het seizoen 06/07 vertrokken de twee Zweedse aanvallers van Twente. Kennedy Bakırcıoğlu vertrok voor 1,3 miljoen euro naar Ajax en Sharbel Touma ging transfervrij naar Borussia Mönchengladbach. Ook verdediger Resit Schuurman mocht vertrekken. Hij ging naar De Graafschap waaraan ook Arnar Viðarsson voor dit seizoen werd verhuurd. Ook Marcel Kleizen werd verhuurd en wel aan FC Zwolle. Een paar weken na het begin van de competitie werd bekend dat ook Anatoli Gerk Twente zou verlaten voor het Russische FK Saturn.
Oud-Twentespeler Sander Westerveld deed enkele trainingen mee omdat hij nog in afwachting is van een nieuwe club nadat zijn vorige club (UD Almería) zijn contract niet verlengde. Uiteindelijk zou hij een kort contract tekenen bij Sparta Rotterdam dat hij verlengde tot het eind van het seizoen.
Trainer is net als vorig seizoen Fred Rutten die wordt geassisteerd door Erik ten Hag. René Eijkelkamp is gestopt als assistent omdat hij samen met zijn broer een bedrijf gaat beginnen. Wel zal hij nog eenmaal per week een training verzorgen.
Aanvoerder dit jaar is Orlando Engelaar die de aanvoerdersband overnam van Sander Boschker. Boschker had aangegeven om persoonlijke redenen liever geen aanvoerder meer te willen zijn.
In de winterstop werden twee nieuwe spelers gehaald. Ibrahim Maaroufi werd voor anderhalf jaar gehuurd van Internazionale uit Milaan en Bjarni Viðarsson, het jongere broertje van Arnar, werd gekocht van Everton en voor 2,5 jaar vastgelegd. Sergio Zijler vertrok in de winterstop. Hij tekende in Tilburg een contract met Willem II tot medio 2010. Tevens werd Jong-Twente speler Halil Çolak voor de rest van het seizoen verhuurd aan SC Cambuur.

### Blessures
De eerste tegenslag van het seizoen was de blessure van Patrick Gerritsen. De jonge Deurninger raakte al in de eerste oefenwedstrijd tegen VfB Alstätte opnieuw geblesseerd aan zijn been (het vorige seizoen moest hij bijna geheel missen door een dubbele beenbreuk).

Op 14 januari liep Andrej Rendla in het duel van Jong Twente tegen Jong FC Groningen een scheurtje in zijn meniscus op waardoor wij de rest van het seizoen moet missen.

In februari en maart 2008 moest aanvoerder Orlando Engelaar acht wedstrijden aan zich voorbij laten gaan wegens een knieblessure.

### Competitie
In de competitie werd goed begonnen en na vijf wedstrijden stond Twente alweer op de vertrouwde vierde plek (deze plek werd een groot deel van het vorige seizoen ook bezet). Vervolgens ging het echter bergafwaarts met een reeks van drie wedstrijden (De Graafschap-uit, Roda JC-thuis en FC Groningen-uit) waarin niet werd gewonnen en zelfs niet gescoord. Daarna werd tot de winterstop niet meer verloren. Daarin werd vijf keer gewonnen en ook vijf keer gelijk gespeeld. Er werd onder andere gewonnen van Feyenoord, AZ en sc Heerenveen en gelijkgespeeld tegen Ajax. Het jaar werd afgesloten op de vijfde plek.

Na de winterstop werd de ongeslagen reeks nog twee wedstrijden vastgehouden waarna Feyenoord in eigen huis een einde aan de serie maakte. Ook de twee daaropvolgende wedstrijden zouden verloren worden waardoor Twente zakte naar de zevende plaats. Door de negen laatste wedstrijden ongeslagen te blijven (7 keer winst en 2 keer gelijk) wist Twente alsnog vierde te eindigen. Daarmee werd deelname aan de play-offs om een ticket voor de Champions League veiliggesteld.

### Play-offs
In de play-offs werd eerst aangetreden tegen NAC Breda, de nummer drie van de competitie. Vanwege de verbouwing van het Arke Stadion werd voor de thuiswedstrijden uitgeweken naar het Univé Stadion in Emmen. De wedstrijden tegen NAC werden met grote cijfers gewonnen (3-0 thuis en 5-1 uit) waardoor Twente in de finale mocht gaan spelen tegen Ajax dat zelf sc Heerenveen uitschakelde. In Emmen werd Ajax, na een 0-1-ruststand, verslagen met 2-1. Omdat in de terugwedstrijd in de Amsterdam ArenA niet werd gescoord (0-0) plaatste Twente zich voor het eerst in haar historie voor de voorronde van de UEFA Champions League 2008/09.

### KNVB beker
In de KNVB beker werd FC Twente in de tweede ronde uitgeschakeld. Na voor competitie met 3-0 gewonnen te hebben van NEC (23 september) verloor FC Twente op 27 september de thuiswedstrijd met 1-2 in de verlenging van NEC door een doelpunt van Peter Wisgerhof.

### UEFA Cup
In de UEFA Cup werd de Spaanse middenmoter Getafe CF geloot. Na een ongelukkig verlies in de Madrileense voorstad Ikechukwu Uche scoorde in de blessuretijd de 1-0) stond ook in Enschede na de reguliere speeltijd 1-0 op het scorebord. In de verlenging miste Getafe, evenals Nkufo in de reguliere speeltijd, een penalty. Een paar minuten later sloeg Getafe echter alsnog toe door doelpunten van aanvoerder David Belenguer en Esteban Granero. Twente wist de wedstrijd vervolgens nog wel om te zetten in een overwinning, door goals van Engelaar en Zomer, maar de groepsfase bleek buiten bereik.

### Prijzen
Op 24 mei werd Fred Rutten door zijn collega's gekozen dat trainer van het jaar waardoor hij de prestigieuze Rinus Michels Award in ontvangst mocht nemen. Op dezelfde gelegenheid werd de Voetbalacademie FC Twente/Heracles Almelo gekozen tot beste jeugdopleiding van het seizoen.

## Wedstrijdstatistieken

### Oefenduels
| Datum + plaats                | Wedstrijd                       | Uitslag        | Scoreverloop |
| ----------------------------- | ------------------------------- | -------------- | --- |
| 5 juli 2007 Alstätte          | VfB Alstätte - FC Twente        | 0 - 12 (0 - 7) | 9' Hilbrink (ed) 0-1, 11' Hilbrink (ed) 0-2, 12' Arnautović 0-3, 17' Zomer 0-4, 21' Nkufo 0-5, 40' Elia 0-6, 44' Hilbrink (ed) 0-7, 63' Elia 0-8, 78' Zomer 0-9, 81' Zomer 0-10, 82' Çolak 0-11, 90' Çolak 0-12 |
| 11 juli 2007 Vriezenveen      | Selectie Twenterand - FC Twente | 0 - 11 (0 - 5) | 15' Engelaar 0-1, 25' Zomer 0-2, 36' Elia 0-3, 40' Nkufo 0-4, 45' Heubach 0-5, 55' Zijler 0-6, 61' Arnautović 0-7, 75' Arnautović 0-8, 77' Huysegems 0-9, 85' Huysegems 0-10, 88' Huysegems 0-11                |
| 12 juli 2007 Berghuizen       | FC Berghuizen - FC Twente       | 0 - 6 (0 - 3)  | 15' Huysegems 0-1, 32' Engelaar 0-2, 44' Zijler 0-3, 63' Rendla 0-4, 71' Nkufo 0-5, 89' Rendla 0-6 |
| 14 juli 2007 Hengelo          | Hengelose Selectie - FC Twente  | 0 - 10 (0 - 6) | 11' Engelaar 0-1, 15' Huysegems 0-2, 24' Wielaert 0-3, 28' Nkufo 0-4, 31' Elia 0-5, 36' Engelaar 0-6, 63' Zomer 0-7, 82' Huysegems (p) 0-8, 84' El Ahmadi 0-9, 88' Rendla (p) 0-10                              |
| 16 juli 2007 Garbsen          | TSV Havelse - FC Twente         | 0 - 5 (0 - 4)  | 30' Nkufo 0-1, 37' Nkufo 0-2, 41' Huysegems 0-3, 44' Huysegems 0-4, 50' Engelaar 0-5 |
| 20 juli 2007 Hannover         | Hannover 96 - FC Twente         | 3 - 1 (1 - 1)  | 16' Huszti 1-0, 38' Engelaar 1-1, 82' Þorvaldsson 2-1, 90' Pinto 3-1 |
| 24 juli 2007 Emmen            | FC Emmen - FC Twente            | 0 - 3 (0 - 2)  | 16' Nkufo (p) 0-1, 30' Denneboom 0-2, 56' Brama 0-3 |
| 31 juli 2007 Eibergen         | FC Twente - Skoda Xanthi        | 2 - 1 (1 - 0)  | 32' Denneboom 1-0, 65' Rizogiannis 1-1, 72' Hersi (p) 2-1 |
| 4 augustus 2007 Cardiff       | Cardiff City - FC Twente        | 1 - 0 (1 - 0)  | 29' Feeney 1-0 |
| 11 augustus 2007 Enschede     | FC Twente - RCD Mallorca        | 2 - 2 (1 - 1)  | 25' Huysegems 1-0, 44' Víctor 1-1, 63' Ballesteros (ed) 2-1, 70' Jonás 2-2 |
| 7 september 2007 Siebengewald | FC Twente - Borussia M'gladbach | 2 - 2 (0 - 1)  | 17' Ndjeng 0-1, 65' Douglas 1-1, 74' Rösler 1-2, 75' Rendla 2-2 |
| 15 november 2007 Roermond     | FC Twente - Alemannia Aachen    | 1 - 1 (1 - 0)  | 31' Denneboom 1-0, 76' Pecka 1-1 |
| 5 januari 2008 Tubbergen      | FC Twente - BV Veendam          | 3 - 1 (1 - 1)  | 20' Schalken 0-1, 32' Zomer 1-1, 55' Hersi 2-1, 83' Elia 3-1 |
| 20 mei 2008 Rijssen           | Excelsior'31 - FC Twente        | 1 - 4 (0 - 4)  | 9' Hersi 0-1, 35' Hersi 0-2, 38' Arnautović 0-3, 41' Arnautović 0-4, 51' Sepp (p) 1-4 |

Topscorers in de oefenduels
| # | Naam             | Goals |
| - | ---------------- | ----- |
| 1 | Stein Huysegems  | 9     |
| 2 | Blaise Nkufo     | 7     |
| 3 | Orlando Engelaar | 6     |
| 3 | Ramon Zomer      | 6     |
| 5 | Marko Arnautović | 5     |
| 5 | Eljero Elia      | 5     |

### Eredivisie
| |                                                                          |               |                                                              | |
| 18 augustus 2007 | Excelsior                                                                | 0 - 2 (0 - 1) | FC Twente                                                    | Opstelling FC Twente: |
| Stadion Woudestein 2.639 toeschouwers Pol van Boekel |                                                                          |               | 10' Blaise Nkufo 71' Blaise Nkufo (p)                        | Boschker, Wilkshire, Zomer, Braafheid, Heubach, El Ahmadi, Brama (67' Wellenberg), Engelaar, Denneboom, Nkufo (84' Schreuder), Huysegems (79' Hersi)                    |
| |                                                                          |               |                                                              | |
| 26 augustus 2007 | FC Twente                                                                | 2 - 2 (1 - 1) | FC Utrecht                                                   | Opstelling FC Twente: |
| Arke Stadion 13.250 toeschouwers Pieter Vink | Blaise Nkufo (p) 39' Orlando Engelaar 47'                                |               | 27' Joost Broerse 56' Tom Caluwé                             | Boschker, Wilkshire, Wielaert, Braafheid, Heubach, El Ahmadi, Brama (62' Wellenberg), Engelaar, Denneboom, Nkufo, Huysegems (72' Elia)                                  |
| |                                                                          |               |                                                              | |
| 1 september 2007 | FC Twente                                                                | 0 - 0         | PSV                                                          | Opstelling FC Twente: |
| Arke Stadion 13.250 toeschouwers Roelof Luinge |                                                                          |               |                                                              | Boschker, Wellenberg, Wielaert, Braafheid, Heubach, El Ahmadi, Wilkshire, Engelaar, Denneboom (83' Elia), Nkufo, Huysegems (57' Hersi)                                  |
| |                                                                          |               |                                                              | |
| 16 september 2007 | Willem II                                                                | 1 - 3 (1 - 2) | FC Twente                                                    | Opstelling FC Twente: |
| Willem II Stadion 12.000 toeschouwers Dick van Egmond | Mohamed Messoudi (p) 25'                                                 |               | 31' Blaise Nkufo 45' Frank Demouge (ed) 57' Romano Denneboom | Boschker, Wellenberg, Wielaert, Braafheid, Heubach, Wilkshire (5' Hersi), El Ahmadi, Engelaar, Denneboom, Nkufo (78' Elia), Huysegems (59' Brama)                       |
| - Sander Boschker speelde zijn 450e wedstrijd voor FC Twente. In de 15e minuut stopte hij een strafschop genomen door Rydell Poepon.                                         |                                                                          |               |                                                              | |
| |                                                                          |               |                                                              | |
| 23 september 2007 | FC Twente                                                                | 3 - 0 (2 - 0) | N.E.C.                                                       | Opstelling FC Twente: |
| Arke Stadion 13.250 toeschouwers Jan Wegereef | Rob Wielaert 6' Blaise Nkufo 13' Luke Wilkshire 57'                      |               |                                                              | Boschker, Wellenberg, Wielaert, Braafheid, Heubach, Wilkshire, El Ahmadi, Engelaar (54' Brama), Denneboom (76' Schreuder), Nkufo (62' Hersi), Huysegems                 |
| |                                                                          |               |                                                              | |
| 30 september 2007 | De Graafschap                                                            | 0 - 0         | FC Twente                                                    | Opstelling FC Twente: |
| De Vijverberg 11.000 toeschouwers Eric Braamhaar |                                                                          |               |                                                              | Boschker, Wellenberg, Wielaert, Braafheid, Heubach, Wilkshire (54' Brama), El Ahmadi, Engelaar, Denneboom (74' Elia), Nkufo, Zijler (59' Hersi)                         |
| |                                                                          |               |                                                              | |
| 7 oktober 2007 | FC Twente                                                                | 0 - 1 (0 - 0) | Roda JC                                                      | Opstelling FC Twente: |
| Arke Stadion 13.250 toeschouwers Kevin Blom |                                                                          |               | 71' Davy De Fauw                                             | Boschker, Wellenberg, Wielaert, Braafheid, Heubach, Wilkshire (68' Brama), El Ahmadi (80' Arnautović), Engelaar, Hersi (55' Elia), Nkufo, Denneboom                     |
| |                                                                          |               |                                                              | |
| 21 oktober 2007 | FC Groningen                                                             | 1 - 0 (0 - 0) | FC Twente                                                    | Opstelling FC Twente: |
| Euroborg 18.971 toeschouwers Ben Haverkort | Martijn Meerdink 56'                                                     |               |                                                              | Boschker, Wellenberg (46' Zomer), Wielaert, Braafheid, Heubach, Wilkshire, El Ahmadi, Engelaar, Hersi (66' Huysegems), Nkufo, Denneboom (79' Arnautović)                |
| |                                                                          |               |                                                              | |
| 27 oktober 2007 | FC Twente                                                                | 2 - 0 (1 - 0) | Feyenoord                                                    | Opstelling FC Twente: |
| Arke Stadion 13.250 toeschouwers Jack van Hulten | Blaise Nkufo 11' Stein Huysegems 58'                                     |               |                                                              | Boschker, Wilkshire, Wielaert, Braafheid, Heubach, El Ahmadi, Engelaar, Huysegems (66' Brama), Denneboom, Nkufo, Elia                                                   |
| - Rob Wielaert speelde zijn 250e competitieduel in het betaalde voetbal. Stein Huysegems scoorde tegen zijn vorige club zijn eerste competitiedoelpunt voor FC Twente.       |                                                                          |               |                                                              | |
| |                                                                          |               |                                                              | |
| 4 november 2007 | Heracles Almelo                                                          | 0 - 3 (0 - 1) | FC Twente                                                    | Opstelling FC Twente: |
| Polman Stadion 8.500 toeschouwers Roelof Luinge |                                                                          |               | 24' Romano Denneboom 81' Blaise Nkufo 90'+1 Orlando Engelaar | Boschker, Wilkshire, Wielaert, Braafheid (61' Wellenberg), Heubach, El Ahmadi, Engelaar, Huysegems, Denneboom (89' Hersi), Nkufo, Elia (85' Brama)                      |
| |                                                                          |               |                                                              | |
| 10 november 2007 | FC Twente                                                                | 1 - 1 (1 - 1) | NAC Breda                                                    | Opstelling FC Twente: |
| Arke Stadion 13.250 toeschouwers Richard Liesveld | Luke Wilkshire 24'                                                       |               | 16' Matthew Amoah                                            | Boschker, Wilkshire (58' Wellenberg), Wielaert, Braafheid, Heubach, El Ahmadi, Engelaar, Huysegems, Denneboom (79' Brama), Nkufo, Elia (79' Hersi)                      |
| |                                                                          |               |                                                              | |
| 25 november 2007 | Sparta Rotterdam                                                         | 1 - 1 (1 - 0) | FC Twente                                                    | Opstelling FC Twente: |
| Het Kasteel 10.025 toeschouwers Serge Gumienny | Sjaak Polak 21'                                                          |               | 70' Orlando Engelaar                                         | Boschker, Wilkshire, Wielaert, Braafheid, Heubach (67' Wellenberg), El Ahmadi, Engelaar, Huysegems (67' Rendla), Denneboom (60' Hersi), Nkufo, Elia                     |
| - Jeroen Heubach speelde zijn 300e wedstrijd in de Nederlandse eredivisie.                                                                                                   |                                                                          |               |                                                              | |
| |                                                                          |               |                                                              | |
| 2 december 2007 | FC Twente                                                                | 2 - 1 (1 - 0) | AZ                                                           | Opstelling FC Twente: |
| Arke Stadion 13.250 toeschouwers Jan Wegereef | Blaise Nkufo 43' Blaise Nkufo 60'                                        |               | 72' Graziano Pellè                                           | Boschker, Wilkshire, Wielaert, Braafheid, Heubach, El Ahmadi, Engelaar, Huysegems (78' Zomer), Denneboom, Nkufo, Elia (90' Brama)                                       |
| - Luke Wilkshire miste in de 52e minuut een strafschop voor Twente. |                                                                          |               |                                                              | |
| |                                                                          |               |                                                              | |
| 8 december 2007 | Vitesse                                                                  | 2 - 2 (2 - 1) | FC Twente                                                    | Opstelling FC Twente: |
| GelreDome 18.973 toeschouwers Pieter Vink | Mads Junker 24' Mads Junker 42'                                          |               | 38' Romano Denneboom 81' Youssouf Hersi                      | Boschker, Wilkshire, Wielaert, Braafheid, Heubach (78' Arnautović), El Ahmadi (84' Brama), Engelaar, Huysegems (56' Hersi), Denneboom, Nkufo, Elia                      |
| |                                                                          |               |                                                              | |
| 15 december 2007 | FC Twente                                                                | 1 - 1 (1 - 1) | VVV-Venlo                                                    | Opstelling FC Twente: |
| Arke Stadion 13.250 toeschouwers Ruud Bossen | Blaise Nkufo (p) 17'                                                     |               | 13' Nordin Amrabat                                           | Boschker, Wilkshire, Wielaert, Braafheid, Heubach (76' Zomer), El Ahmadi, Engelaar, Huysegems (57' Hersi), Denneboom, Nkufo, Elia (76' Arnautović) Rob Wielaert (90'+2) |
| - Behalve Wielaert kreeg ook VVV-speler Karim Soltani in de blessuretijd van de tweede helft een rode kaart.                                                                 |                                                                          |               |                                                              | |
| |                                                                          |               |                                                              | |
| 22 december 2007 | sc Heerenveen                                                            | 1 - 2 (1 - 1) | FC Twente                                                    | Opstelling FC Twente: |
| Abe Lenstra Stadion 26.000 toeschouwers Kevin Blom | Afonso Alves 41'                                                         |               | 33' Blaise Kufo (p) 66' Romano Denneboom                     | Boschker, Wilkshire, Zomer, Braafheid, Heubach, El Ahmadi, Brama (90' Douglas), Engelaar, Denneboom (77' Wellenberg), Nkufo, Elia (86' Huysegems)                       |
| - Sander Boschker stopte in de 19e minuut een strafschop ingeschoten door Afonso Alves. FC Twente behaalde de 600e competitieoverwinning sinds de start van de club in 1965. |                                                                          |               |                                                              | |
| |                                                                          |               |                                                              | |
| 27 december 2007 | Ajax                                                                     | 2 - 2 (1 - 0) | FC Twente                                                    | Opstelling FC Twente: |
| Amsterdam ArenA 50.523 toeschouwers Roelof Luinge | Klaas-Jan Huntelaar 31' Edson Braafheid (ed) 77'                         |               | 60' Stein Huysegems 90'+2 Blaise Nkufo                       | Boschker, Wilkshire, Wielaert (83' Wellenberg), Braafheid, Heubach, El Ahmadi, Brama (58' Huysegems), Engelaar, Denneboom (79' Arnautović), Nkufo, Elia                 |
| |                                                                          |               |                                                              | |
| 30 december 2007 | FC Twente                                                                | 2 - 0 (2 - 0) | De Graafschap                                                | Opstelling FC Twente: |
| Arke Stadion 13.250 toeschouwers Pieter Vink | Stein Huysegems 20' Blaise Nkufo 34'                                     |               |                                                              | Boschker, Wilkshire, Wielaert, Braafheid, Heubach, El Ahmadi (85' Schreuder), Engelaar, Huysegems, Denneboom (64' Brama), Nkufo, Arnautović (72' Wellenberg)            |
| |                                                                          |               |                                                              | |
| 11 januari 2008 | N.E.C.                                                                   | 2 - 2 (1 - 1) | FC Twente                                                    | Opstelling FC Twente: |
| McDOS Goffertstadion 12.000 toeschouwers Ben Haverkort | Youssef El-Akchaoui (p) 36' Jhon van Beukering 67'                       |               | 16' Blaise Nkufo 90'+1 Orlando Engelaar                      | Boschker, Wilkshire (46' Wellenberg), Wielaert, Braafheid (58' Zomer), Heubach, El Ahmadi, Engelaar, Huysegems, Denneboom, Nkufo, Elia (74' Arnautović)                 |
| |                                                                          |               |                                                              | |
| 20 januari 2008 | FC Twente                                                                | 3 - 1 (1 - 0) | FC Groningen                                                 | Opstelling FC Twente: |
| Arke Stadion 13.250 toeschouwers Kevin Blom | Blaise Nkufo 29' Stein Huysegems 53' Blaise Nkufo 86'                    |               | 47' Goran Lovre                                              | Boschker, Wilkshire (89' Hersi), Wielaert, Braafheid, Heubach, El Ahmadi, Engelaar, Huysegems, Denneboom (76' Brama), Nkufo, Elia (61' Wellenberg)                      |
| |                                                                          |               |                                                              | |
| 24 januari 2008 | Feyenoord                                                                | 3 - 1 (1 - 1) | FC Twente                                                    | Opstelling FC Twente: |
| Stadion Feijenoord 45.000 toeschouwers Dick van Egmond | Luigi Bruins 40' Roy Makaay 55' Tim de Cler 62'                          |               | 21' Blaise Nkufo (p)                                         | Boschker, Wilkshire, Wielaert (80' Douglas), Zomer, Wellenberg, El Ahmadi, Engelaar, Huysegems (85' Arnautović), Denneboom, Nkufo, Elia (66' Brama)                     |
| |                                                                          |               |                                                              | |
| 27 januari 2008 | FC Twente                                                                | 1 - 2 (1 - 1) | Sparta Rotterdam                                             | Opstelling FC Twente: |
| Arke Stadion 13.250 toeschouwers Tom van Sichem | Romano Denneboom 38'                                                     |               | 28' Yuri Rose 54' Charles Dissels                            | Boschker, Wilkshire (46' Wellenberg), Wielaert, Braafheid, Heubach, Brama (46' Hersi), El Ahmadi, Engelaar, Denneboom, Nkufo, Huysegems (70' Elia)                      |
| |                                                                          |               |                                                              | |
| 1 februari 2008 | NAC Breda                                                                | 1 - 0 (1 - 0) | FC Twente                                                    | Opstelling FC Twente: |
| Rat Verlegh Stadion 14.450 toeschouwers Pieter Vink | Patrick Zwaanswijk 21'                                                   |               |                                                              | Boschker, Wilkshire, Wielaert, Braafheid, Heubach, Brama, El Ahmadi, Huysegems (64' Arnautović), Denneboom, Nkufo, Elia (64' Douglas)                                   |
| |                                                                          |               |                                                              | |
| 8 februari 2008 | FC Twente                                                                | 2 - 1 (0 - 0) | Heracles Almelo                                              | Opstelling FC Twente: |
| Arke Stadion 13.250 toeschouwers Jack van Hulten | Eljero Elia 77' Blaise Nkufo 86'                                         |               | 72' Gonzalo García                                           | Boschker, Wellenberg, Wielaert, Braafheid, Heubach, Brama, El Ahmadi, Huysegems, Denneboom (72' Hersi), Nkufo (90' Arnautović), Elia                                    |
| |                                                                          |               |                                                              | |
| 16 februari 2008 | Roda JC                                                                  | 3 - 1 (2 - 1) | FC Twente                                                    | Opstelling FC Twente: |
| Parkstad Limburg Stadion 14.300 toeschouwers Jan Wegereef | Roland Lamah 24' Willem Janssen 31' Dieter Van Tornhout 67'              |               | 33' Blaise Nkufo                                             | Boschker, Wellenberg (75' Douglas), Wielaert, Braafheid, Heubach, Wilkshire, Brama (46' Hersi), El Ahmadi, Denneboom (68' Huysegems), Nkufo, Elia                       |
| |                                                                          |               |                                                              | |
| 23 februari 2008 | AZ                                                                       | 0 - 0         | FC Twente                                                    | Opstelling FC Twente: |
| DSB Stadion 16.535 toeschouwers Dick van Egmond |                                                                          |               |                                                              | Boschker, Douglas, Wielaert, Braafheid, Heubach, Wilkshire (59' Brama), El Ahmadi, Hersi, Huysegems, Nkufo, Elia (72' Denneboom)                                        |
| |                                                                          |               |                                                              | |
| 1 maart 2008 | FC Twente                                                                | 1 - 0 (0 - 0) | sc Heerenveen                                                | Opstelling FC Twente: |
| Arke Stadion 13.250 toeschouwers Ben Haverkort | Youssouf Hersi 78'                                                       |               |                                                              | Boschker, Braafheid, Wielaert, Douglas, Heubach (70' Wellenberg), Wilkshire, Brama, Hersi, Denneboom, Nkufo, Elia (82' Arnautović)                                      |
| |                                                                          |               |                                                              | |
| 11 maart 2008 | VVV-Venlo                                                                | 0 - 2 (0 - 1) | FC Twente                                                    | Opstelling FC Twente: |
| Seacon Stadion -De Koel- 5.862 toeschouwers Kevin Blom |                                                                          |               | 18' Douglas 76' Youssouf Hersi                               | Boschker, Douglas, Wielaert, Braafheid, Heubach (71' Wellenberg), Brama, El Ahmadi, Hersi, Denneboom (81' Arnautović), Nkufo, Elia                                      |
| - De wedstrijd was oorspronkelijk op 9 maart gepland, maar werd twee dagen uitgesteld wegens een staking van de politie.                                                     |                                                                          |               |                                                              | |
| |                                                                          |               |                                                              | |
| 15 maart 2008 | FC Twente                                                                | 4 - 3 (1 - 1) | Vitesse                                                      | Opstelling FC Twente: |
| Arke Stadion 13.250 toeschouwers Pol van Boekel | Romano Denneboom 4' Blaise Nkufo 48' Youssouf Hersi 77' Blaise Nkufo 85' |               | 38' Juan Gonzalo Lorca 46' Santi Kolk 90' Claudemir          | Boschker, Douglas, Wielaert, Braafheid, Heubach, Brama (56' Wilkshire), El Ahmadi (56' Wellenberg), Hersi, Denneboom, Nkufo, Elia (87' Arnautović)                      |
| - Blaise Nkufo miste in de 57e minuut een strafschop. Vitesse-speler Alexander Büttner kreeg in de 73e minuut zijn tweede gele kaart en dus rood.                            |                                                                          |               |                                                              | |
| |                                                                          |               |                                                              | |
| 23 maart 2008 | FC Twente                                                                | 2 - 1 (0 - 0) | Ajax                                                         | Opstelling FC Twente: |
| Arke Stadion 13.250 toeschouwers Jack van Hulten | Luke Wilkshire 71' Eljero Elia 90'+2                                     |               | 63' Douglas (ed)                                             | Boschker, Braafheid, Wielaert, Douglas, Heubach, Wilkshire, El Ahmadi (89' Brama), Hersi, Denneboom, Nkufo, Elia                                                        |
| |                                                                          |               |                                                              | |
| 30 maart 2008 | FC Utrecht                                                               | 0 - 1 (0 - 0) | FC Twente                                                    | Opstelling FC Twente: |
| Stadion Galgenwaard 21.500 toeschouwers Ruud Bossen |                                                                          |               | 90' Stein Huysegems                                          | Boschker, Wellenberg, Wielaert, Braafheid, Douglas, El Ahmadi, Hersi (43' Zomer), Wilkshire, Elia (80' Huysegems), Nkufo, Denneboom (71' Engelaar) Douglas (42')        |
| |                                                                          |               |                                                              | |
| 5 april 2008 | FC Twente                                                                | 1 - 0 (0 - 0) | Excelsior                                                    | Opstelling FC Twente: |
| Arke Stadion 13.100 toeschouwers Reinold Wiedemeijer | Youssouf Hersi 58'                                                       |               |                                                              | Boschker, Wellenberg (57' Engelaar), Wielaert, Braafheid, Heubach, Wilkshire, Hersi (87' Huysegems), El Ahmadi, Denneboom (71' Zomer), Nkufo, Elia                      |
| |                                                                          |               |                                                              | |
| 13 april 2008 | PSV                                                                      | 1 - 1 (0 - 1) | FC Twente                                                    | Opstelling FC Twente: |
| Philips Stadion 34.000 toeschouwers Jan Wegereef | Jefferson Farfán 68'                                                     |               | 35' Blaise Nkufo                                             | Boschker, Wilkshire, Wielaert, Douglas, Braafheid, El Ahmadi, Engelaar (73' Zomer), Hersi (81' Heubach), Denneboom (55' Wellenberg), Nkufo, Elia Luke Wilkshire (90'+4) |
| |                                                                          |               |                                                              | |
| 20 april 2008 | FC Twente                                                                | 2 - 0 (0 - 0) | Willem II                                                    | Opstelling FC Twente: |
| Arke Stadion 13.250 toeschouwers Bas Nijhuis | Youssouf Hersi 52' Youssouf Hersi 79'                                    |               |                                                              | Boschker, Douglas, Wielaert, Zomer, Heubach, El Ahmadi, Hersi (90'+1 Arnautović), Engelaar, Denneboom (72' Huysegems), Nkufo, Elia (90' Brama)                          |
| |                                                                          |               |                                                              | |

### Play-offs eredivisie
| |                                                           |               |                                                                                                 | |
| 29 april 2008 | FC Twente                                                 | 3 - 0 (1 - 0) | NAC Breda                                                                                       | Opstelling FC Twente: |
| Univé Stadion 6.000 toeschouwers Pieter Vink | Rob Wielaert 32' Romano Denneboom 80' Stein Huysegems 90' |               |                                                                                                 | Boschker, Wilkshire, Wielaert, Douglas, Braafheid (87' Heubach), El Ahmadi, Engelaar, Hersi (82' Huysegems), Denneboom, Nkufo, Elia                |
| - Twee spelers van NAC werden uit het veld gestuurd. In de 64e minuut ontving Patrick Mtiliga zijn tweede gele kaart en dus rood en in de 77e minuut kon Ronnie Stam wegens aanmerkingen op scheidsrechter Vink direct vertrekken.                                                                          |                                                           |               |                                                                                                 | |
| |                                                           |               |                                                                                                 | |
| 3 mei 2008 | NAC Breda                                                 | 1 - 5 (0 - 0) | FC Twente                                                                                       | Opstelling FC Twente: |
| Rat Verlegh Stadion 16.000 toeschouwers Roelof Luinge | Csaba Fehér 54'                                           |               | 52' Stein Huysegems 56' Blaise Nkufo 66' Youssouf Hersi 77' Stein Huysegems 90' Edson Braafheid | Boschker, Wilkshire, Wielaert, Douglas, Braafheid, El Ahmadi (78' Brama), Engelaar, Hersi, Denneboom (70' Arnautović), Nkufo, Elia (46' Huysegems) |
| - Victor Sikora van NAC kreeg in de 57e minuut een rode kaart na een grove charge op Twente-doelman Boschker. Zeven minuten later legde scheidsrechter Luinge de wedstrijd een kwartier stil wegens beledigende spreekkoren van het publiek.                                                                |                                                           |               |                                                                                                 | |
| |                                                           |               |                                                                                                 | |
| 10 mei 2008 | FC Twente                                                 | 2 - 1 (0 - 1) | Ajax                                                                                            | Opstelling FC Twente: |
| Univé Stadion 8.000 toeschouwers Ben Haverkort | Blaise Nkufo (p) 66' Blaise Nkufo 76'                     |               | 44' Luis Suárez                                                                                 | Boschker, Wilkshire, Wielaert, Douglas, Braafheid, El Ahmadi, Engelaar, Hersi, Denneboom, Nkufo, Elia (56' Huysegems)                              |
| - De gele kaart voor Romano Denneboom leverde hem een schorsing op voor de return in Amsterdam. Ook Jan Vertonghen van Ajax is voor die wedstrijd geschorst. |                                                           |               |                                                                                                 | |
| |                                                           |               |                                                                                                 | |
| 18 mei 2008 | Ajax                                                      | 0 - 0         | FC Twente                                                                                       | Opstelling FC Twente: |
| Amsterdam ArenA 44.500 toeschouwers Pieter Vink |                                                           |               |                                                                                                 | Boschker, Wilkshire, Wielaert, Douglas, Braafheid, El Ahmadi, Engelaar, Hersi (90' Heubach), Huysegems (86' Wellenberg), Nkufo, Elia               |
| - Door de winst over twee wedstrijden tegen Ajax speelt FC Twente in de derde voorronde van de UEFA Champions League 2008/09 en eindigt het in de Eredivisie 2007/08 op de tweede plek in de rangschikking. Dat laatste is een evenaring van de beste klassering van FC Twente ooit in het seizoen 1973/74. |                                                           |               |                                                                                                 | |
| |                                                           |               |                                                                                                 | |

### KNVB beker
| |                      |               |                                      | |
| 27 september 2007 | FC Twente            | 1 - 2 (0 - 1) | N.E.C.                               | Opstelling FC Twente: |
| Arke Stadion 8.500 toeschouwers Ruud Bossen | Orlando Engelaar 47' | n.v.          | 22' Tim Janssen 113' Peter Wisgerhof | Boschker, Wellenberg, Wielaert, Braafheid, Heubach (91' Zomer), Wilkshire, El Ahmadi (35' Brama), Engelaar, Denneboom, Nkufo, Huysegems (46' Zijler) |
| - Vier dagen nadat in de competitie met 3-0 gewonnen werd van NEC, nam de Nijmeegse club revanche in het bekertoernooi. El Ahmadi, Huysegems en Heubach vielen geblesseerd uit. |                      |               |                                      | |
| |                      |               |                                      | |

### UEFA Cup
| |                                                         |               |                                           | |
| 20 september 2007 | Getafe CF                                               | 1 - 0 (0 - 0) | FC Twente                                 | Opstelling FC Twente: |
| Coliseum Alfonso Pérez 12.000 toeschouwers Charles Richmond | Ikechukwu Uche 90'                                      |               |                                           | Boschker, Wellenberg, Wielaert, Braafheid, Heubach (61' Zomer), Wilkshire, El Ahmadi, Engelaar, Denneboom (64' Brama), Nkufo, Huysegems (87' Elia) Edson Braafheid (61') |
| |                                                         |               |                                           | |
| 4 oktober 2007 | FC Twente                                               | 3 - 2 (1 - 0) | Getafe CF                                 | Opstelling FC Twente: |
| Arke Stadion 13.250 toeschouwers Ivan Bebek | Rob Wielaert 30' Orlando Engelaar 117' Ramon Zomer 120' | n.v.          | 101' David Belenguer 103' Esteban Granero | Boschker, Wellenberg, Wielaert, Zomer, Heubach, Wilkshire, El Ahmadi (106' Brama), Engelaar, Hersi (111' Arnautović), Nkufo, Denneboom (106' Elia) Blaise Nkufo (72')    |
| - Engelaar scoorde het 125e doelpunt van FC Twente in de Europa Cup. Desondanks werd Twente ongelukkig uitgeschakeld. Nadat in de eerste wedstrijd Braafheid een rode kaart had gekregen, was het nu Nkufo die uit het veld werd gestuurd. De spits had daarvoor in de 64e minuut een strafschop gemist. Getafe-speler Manu miste in de 93e minuut eveneens een strafschop. |                                                         |               |                                           | |
| |                                                         |               |                                           | |

## Selectie
| Pos. | Speler            | Contract tot |
| ---- | ----------------- | ------------ |
| D    | Sander Boschker   | 2009         |
| D    | Melvin Koetsier   | 2010         |
| D    | Nikolaj Michajlov | 2010         |
| D    | Cees Paauwe       | 2010         |
| V    | Edson Braafheid   | 2010         |
| V    | Douglas           | 2010         |
| V    | Jeroen Heubach    | 2009         |
| V    | Niels Wellenberg  | 2009         |
| V    | Rob Wielaert      | 2010         |
| V    | Luke Wilkshire    | 2012         |
| V    | Ramon Zomer       | 2010         |
| M    | Karim El Ahmadi   | 2011         |
| M    | Wout Brama        | 2010         |
| M    | Orlando Engelaar  | 2011         |
| M    | Youssouf Hersi    | 2010         |
| M    | Ibrahim Maaroufi  | 2009         |
| M    | Alfred Schreuder  | 2008         |
| M    | Bjarni Viðarsson  | 2010         |
| A    | Marko Arnautović  | 2011         |
| A    | Romano Denneboom  | 2010         |
| A    | Eljero Elia       | 2010         |
| A    | Patrick Gerritsen | 2010         |
| A    | Stein Huysegems   | 2010         |
| A    | Blaise Nkufo      | 2010         |
| A    | Andrej Rendla     | 2011         |
| A    | Sergio Zijler     | 2010         |

## Mutaties

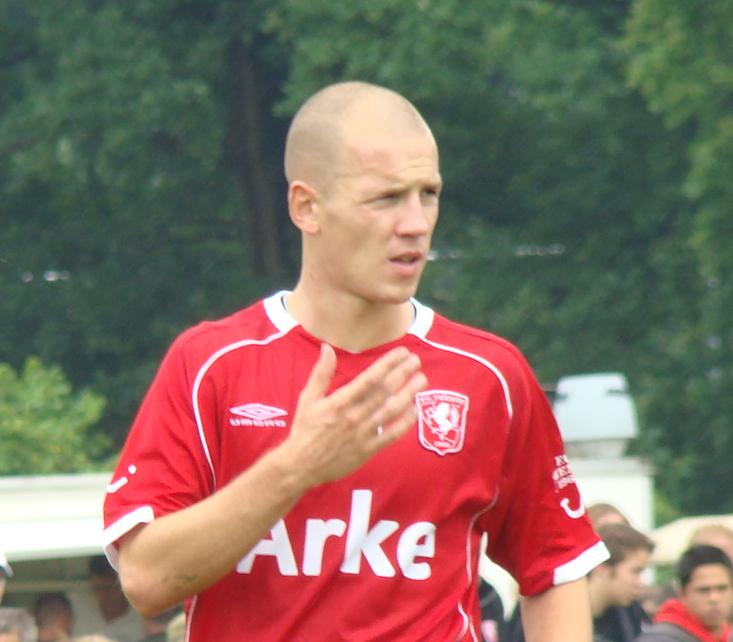
Stein Huysegems kwam voor circa 1,1 miljoen euro over van Feyenoord.

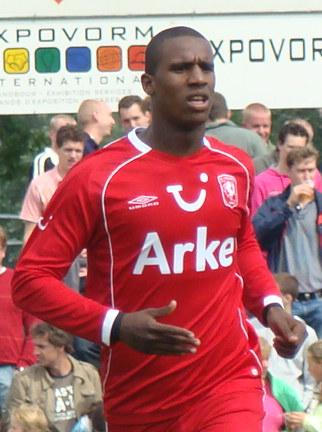
Douglas kwam vlak voor het sluiten van de transfermarkt over van Joinville.

### Aangetrokken
| Speler           | Vorige club  | Contract tot |
| ---------------- | ------------ | ------------ |
| Youssouf Hersi   | Vitesse      | 2010         |
| Romano Denneboom | N.E.C.       | 2010         |
| Alfred Schreuder | Feyenoord    | 2008         |
| Eljero Elia      | ADO Den Haag | 2010         |
| Andrej Rendla    | FK Dukla     | 2010         |
| Stein Huysegems  | Feyenoord    | 2010         |
| Douglas          | Joinville    | 2010         |
| Bjarni Viðarsson | Everton      | 2010         |

### Gehuurd
| Speler            | Gehuurd van    | Gehuurd tot           |
| ----------------- | -------------- | --------------------- |
| Nikolaj Michajlov | Liverpool      | 2008                  |
| Ibrahim Maaroufi  | Internazionale | 2009 (optie tot koop) |

### Vertrokken
| Speler              | Nieuwe club         |
| ------------------- | ------------------- |
| Resit Schuurman     | De Graafschap       |
| Kennedy Bakırcıoğlu | Ajax                |
| Sharbel Touma       | Borussia M'gladbach |
| Maikel Visser       | SC Enschede         |
| Anatoli Gerk        | FK Saturn           |
| Sergio Zijler       | Willem II           |

### Verhuurd
| Speler          | Verhuurd aan  | Verhuurd tot |
| --------------- | ------------- | ------------ |
| Arnar Viðarsson | De Graafschap | 2008         |
| Marcel Kleizen  | FC Zwolle     | 2008         |
| Halil Çolak     | SC Cambuur    | 2008         |

## Individuele statistieken
Legenda
- W Wedstrijden
- Wissel in
- Wissel uit
- Doelpunt
- A Assists
- Gele kaart
- 2× gele kaart in 1 wedstrijd
- Rode kaart

| Spelersnaam      | Eredivisie      | Eredivisie      | Eredivisie      | Eredivisie      | Eredivisie      | Eredivisie      | Eredivisie      | Eredivisie | Eredivisie |  | KNVB beker | KNVB beker | KNVB beker | KNVB beker | KNVB beker | KNVB beker | KNVB beker | KNVB beker |  | UEFA Cup | UEFA Cup | UEFA Cup | UEFA Cup | UEFA Cup | UEFA Cup | UEFA Cup | UEFA Cup | UEFA Cup |  | Play-offs | Play-offs | Play-offs | Play-offs | Play-offs | Play-offs | Play-offs | Play-offs | Play-offs |
| Spelersnaam      | W               |                 |                 |                 | A               |                 |                 |            | Minuten    |  | W          |            |            |            | A          |            |            | Minuten    |  | W        |          |          |          | A        |          |          |          | Minuten  |  | W         |           |           |           | A         |           |           |           | Minuten   |
| Doelverdediging  | Doelverdediging | Doelverdediging | Doelverdediging | Doelverdediging | Doelverdediging | Doelverdediging | Doelverdediging |            |            |  |            |            |            |            |            |            |            |            |  |          |          |          |          |          |          |          |          |          |  |           |           |           |           |           |           |           |           |           |
| ---------------- | --------------- | --------------- | --------------- | --------------- | --------------- | --------------- | --------------- | ---------- | ---------- |  | ---------- | ---------- | ---------- | ---------- | ---------- | ---------- | ---------- | ---------- |  | -------- | -------- | -------- | -------- | -------- | -------- | -------- | -------- | -------- |  | --------- | --------- | --------- | --------- | --------- | --------- | --------- | --------- | --------- |
| Sander Boschker  | 34              | 0               | 0               | 0               | 0               | 4               | 0               | 0          | 3060       |  | 1          | 0          | 0          | 0          | 0          | 0          | 0          | 120        |  | 2        | 0        | 0        | 0        | 0        | 0        | 0        | 0        | 210      |  | 4         | 0         | 0         | 0         | 0         | 0         | 0         | 0         | 360       |
| Verdediging      |                 |                 |                 |                 |                 |                 |                 |            |            |  |            |            |            |            |            |            |            |            |  |          |          |          |          |          |          |          |          |          |  |           |           |           |           |           |           |           |           |           |
| Edson Braafheid  | 32              | 0               | 2               | 0               | 1               | 6               | 0               | 0          | 2819       |  | 1          | 0          | 0          | 0          | 0          | 0          | 0          | 120        |  | 1        | 0        | 0        | 0        | 0        | 0        | 1        | 0        | 62       |  | 4         | 0         | 1         | 1         | 0         | 1         | 0         | 0         | 358       |
| Douglas          | 12              | 4               | 0               | 1               | 0               | 0               | 1               | 0          | 722        |  | 0          | 0          | 0          | 0          | 0          | 0          | 0          | 0          |  | 0        | 0        | 0        | 0        | 0        | 0        | 0        | 0        | 0        |  | 4         | 0         | 0         | 0         | 0         | 1         | 0         | 0         | 360       |
| Jeroen Heubach   | 32              | 1               | 5               | 0               | 4               | 7               | 0               | 0          | 2711       |  | 1          | 0          | 1          | 0          | 0          | 0          | 0          | 90         |  | 2        | 0        | 1        | 0        | 0        | 0        | 0        | 0        | 181      |  | 2         | 2         | 0         | 0         | 0         | 0         | 0         | 0         | 2         |
| Niels Wellenberg | 26              | 15              | 3               | 0               | 0               | 7               | 0               | 0          | 1297       |  | 1          | 0          | 0          | 0          | 0          | 0          | 0          | 120        |  | 2        | 0        | 0        | 0        | 0        | 1        | 0        | 0        | 210      |  | 1         | 1         | 0         | 0         | 0         | 0         | 0         | 0         | 4         |
| Rob Wielaert     | 32              | 0               | 2               | 1               | 1               | 3               | 1               | 0          | 2863       |  | 1          | 0          | 0          | 0          | 0          | 0          | 0          | 120        |  | 2        | 0        | 0        | 1        | 0        | 1        | 0        | 0        | 210      |  | 4         | 0         | 0         | 1         | 0         | 0         | 0         | 0         | 360       |
| Luke Wilkshire   | 31              | 1               | 8               | 3               | 9               | 6               | 1               | 0          | 2437       |  | 1          | 0          | 0          | 0          | 1          | 0          | 0          | 120        |  | 2        | 0        | 0        | 0        | 1        | 0        | 0        | 0        | 210      |  | 4         | 0         | 0         | 0         | 0         | 1         | 0         | 0         | 360       |
| Ramon Zomer      | 11              | 7               | 0               | 0               | 0               | 2               | 0               | 0          | 546        |  | 1          | 1          | 0          | 0          | 0          | 0          | 0          | 30         |  | 2        | 1        | 0        | 1        | 0        | 0        | 0        | 0        | 149      |  | 0         | 0         | 0         | 0         | 0         | 0         | 0         | 0         | 0         |
| Middenveld       |                 |                 |                 |                 |                 |                 |                 |            |            |  |            |            |            |            |            |            |            |            |  |          |          |          |          |          |          |          |          |          |  |           |           |           |           |           |           |           |           |           |
| Karim El Ahmadi  | 33              | 0               | 6               | 0               | 5               | 6               | 0               | 0          | 2913       |  | 1          | 0          | 1          | 0          | 0          | 0          | 0          | 35         |  | 2        | 0        | 1        | 0        | 0        | 1        | 0        | 0        | 195      |  | 4         | 0         | 2         | 0         | 0         | 1         | 0         | 0         | 348       |
| Wout Brama       | 27              | 15              | 7               | 0               | 2               | 1               | 0               | 0          | 1049       |  | 1          | 1          | 0          | 0          | 0          | 1          | 0          | 85         |  | 2        | 2        | 0        | 0        | 0        | 0        | 0        | 0        | 40       |  | 1         | 1         | 0         | 0         | 0         | 0         | 0         | 0         | 12        |
| Orlando Engelaar | 26              | 2               | 2               | 4               | 1               | 6               | 0               | 0          | 2159       |  | 1          | 0          | 0          | 1          | 0          | 0          | 0          | 120        |  | 2        | 0        | 0        | 1        | 0        | 1        | 0        | 0        | 210      |  | 4         | 0         | 0         | 0         | 1         | 0         | 0         | 0         | 360       |
| Youssouf Hersi   | 25              | 14              | 6               | 7               | 1               | 0               | 0               | 0          | 1276       |  | 0          | 0          | 0          | 0          | 0          | 0          | 0          | 0          |  | 1        | 0        | 1        | 0        | 0        | 0        | 0        | 0        | 110      |  | 4         | 0         | 2         | 1         | 1         | 1         | 0         | 0         | 354       |
| Alfred Schreuder | 3               | 3               | 0               | 0               | 0               | 0               | 0               | 0          | 26         |  | 0          | 0          | 0          | 0          | 0          | 0          | 0          | 0          |  | 0        | 0        | 0        | 0        | 0        | 0        | 0        | 0        | 0        |  | 0         | 0         | 0         | 0         | 0         | 0         | 0         | 0         | 0         |
| Aanval           |                 |                 |                 |                 |                 |                 |                 |            |            |  |            |            |            |            |            |            |            |            |  |          |          |          |          |          |          |          |          |          |  |           |           |           |           |           |           |           |           |           |
| Marko Arnautović | 14              | 13              | 1               | 0               | 2               | 1               | 0               | 0          | 209        |  | 0          | 0          | 0          | 0          | 0          | 0          | 0          | 0          |  | 1        | 1        | 0        | 0        | 0        | 0        | 0        | 0        | 10       |  | 1         | 1         | 0         | 0         | 0         | 0         | 0         | 0         | 20        |
| Romano Denneboom | 34              | 1               | 18              | 6               | 1               | 3               | 0               | 0          | 2696       |  | 1          | 0          | 0          | 0          | 0          | 0          | 0          | 120        |  | 2        | 0        | 2        | 0        | 0        | 1        | 0        | 0        | 170      |  | 3         | 0         | 1         | 1         | 1         | 2         | 0         | 0         | 250       |
| Eljero Elia      | 30              | 6               | 13              | 2               | 1               | 3               | 0               | 0          | 2099       |  | 0          | 0          | 0          | 0          | 0          | 0          | 0          | 0          |  | 2        | 2        | 0        | 0        | 0        | 0        | 0        | 0        | 18       |  | 4         | 0         | 2         | 0         | 1         | 1         | 0         | 0         | 281       |
| Stein Huysegems  | 27              | 7               | 12              | 5               | 1               | 3               | 0               | 0          | 1631       |  | 1          | 0          | 1          | 0          | 0          | 0          | 0          | 45         |  | 1        | 0        | 1        | 0        | 0        | 0        | 0        | 0        | 87       |  | 4         | 3         | 1         | 3         | 1         | 0         | 0         | 0         | 171       |
| Blaise Nkufo     | 34              | 0               | 4               | 22              | 4               | 0               | 0               | 0          | 3023       |  | 1          | 0          | 0          | 0          | 0          | 0          | 0          | 120        |  | 2        | 0        | 0        | 0        | 0        | 0        | 0        | 1        | 162      |  | 4         | 0         | 0         | 3         | 1         | 0         | 0         | 0         | 360       |
| Andrej Rendla    | 1               | 1               | 0               | 0               | 0               | 0               | 0               | 0          | 22         |  | 0          | 0          | 0          | 0          | 0          | 0          | 0          | 0          |  | 0        | 0        | 0        | 0        | 0        | 0        | 0        | 0        | 0        |  | 0         | 0         | 0         | 0         | 0         | 0         | 0         | 0         | 0         |
| Sergio Zijler    | 1               | 0               | 1               | 0               | 0               | 0               | 0               | 0          | 62         |  | 1          | 1          | 0          | 0          | 0          | 0          | 0          | 75         |  | 0        | 0        | 0        | 0        | 0        | 0        | 0        | 0        | 0        |  | 0         | 0         | 0         | 0         | 0         | 0         | 0         | 0         | 0         |
| Totaal           | 34              |                 |                 | 51              | 33              | 58              | 3               | 0          | 3060       |  | 1          |            |            | 1          | 0          | 1          | 0          | 120        |  | 2        |          |          | 3        | 1        | 5        | 1        | 1        | 210      |  | 4         |           |           | 10        | 6         | 9         | 0         | 0         | 360       |
| Spelersnaam      | W               |                 |                 |                 | A               |                 |                 |            | Minuten    |  | W          |            |            |            | A          |            |            | Minuten    |  | W        |          |          |          | A        |          |          |          | Minuten  |  | W         |           |           |           | A         |           |           |           | Minuten   |
| Spelersnaam      | Eredivisie      | Eredivisie      | Eredivisie      | Eredivisie      | Eredivisie      | Eredivisie      | Eredivisie      | Eredivisie | Eredivisie |  | KNVB beker | KNVB beker | KNVB beker | KNVB beker | KNVB beker | KNVB beker | KNVB beker | KNVB beker |  | UEFA-Cup | UEFA-Cup | UEFA-Cup | UEFA-Cup | UEFA-Cup | UEFA-Cup | UEFA-Cup | UEFA-Cup | UEFA-Cup |  | Play-offs | Play-offs | Play-offs | Play-offs | Play-offs | Play-offs | Play-offs | Play-offs | Play-offs |